# Peer Gynt

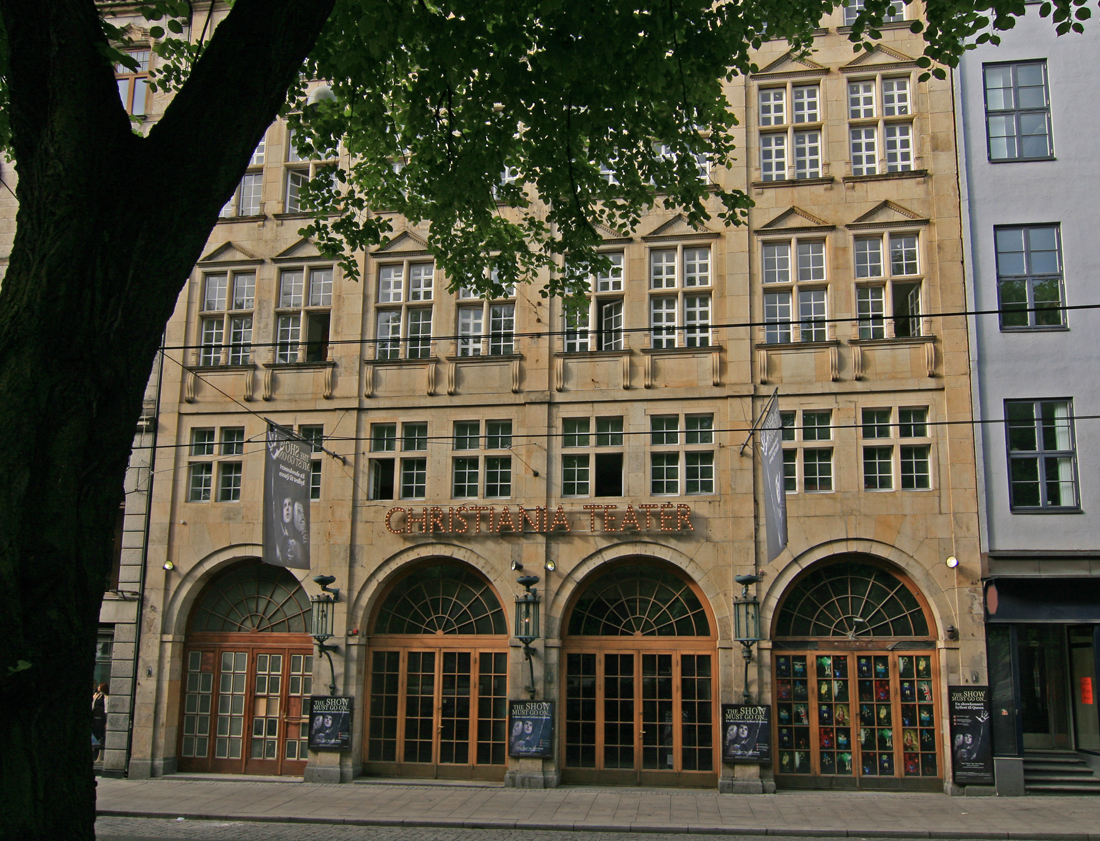
Christiania Teater, onde a peça Peer Gynt foi representada pela primeira vez, na Noruega, em 1876

Peer Gynt  (AFI:/ˈpeːr ˈɡʏnt/) é uma peça teatral em 5 atos, escrita em versos pelo dramaturgo norueguês Henrik Ibsen, e publicada em 14 de novembro de 1867, em Copenhague, capital da Dinamarca.
A primeira representação de Peer Gynt foi feita dez anos após ser publicado, no Christiania Theater, localizado em Oslo, capital da Noruega, em 24 de fevereiro de 1876. Esta apresentação foi musicada pelo compositor norueguês Edvard Grieg.

## Personagens
Fonte: 
- Aase, a viúva de um fazendeiro.
- Peer Gynt, seu filho.
- Duas mulheres com sacas de milho.
- Aslak, um ferreiro.
- Os convidados do casamento. Steward. Fiddler, etc.
- Um homem e sua esposa recém-chegados no distrito.
- Solveig e a pequena Helga, suas filhas.
- O agricultor de Haegstad.
- Ingrid, sua filha.
- O noivo e seus pais.
- Três montanhesas.
- Mulher em verde, princesa Troll.
- O velho da montanha, Rei dos Troll
- Cortesãos Troll. Meninas e meninos Troll. Bruxas. Gnomos, Duendes, Elfos, etc.
- Uma criança feia.
- Uma voz na escuridão. Pássaro chorando.
- Kari, a esposa de um colono.
- Sr. Cotton, Monsieur Ballon, Herr von Eberkopf e Herr Trumpeterstraale, viajantes.
- Um ladrão e uma cerca.
- Anitra, filha de um sheik beduíno.
- Árabes, escravas, dançarinas, etc.
- Estátua de Memnon (cantando), Esfinge de Gizé (mudo).
- Begriffenfeldt, professor e diretor do hospício no Cairo.
- Huhu, um fanático da costa de Malabar. Hussein, um ministro oriental. Um felá com uma múmia.
- Lunáticos com seus vários guardas.
- Capitão norueguês e sua tripulação. Um passageiro estranho.
- Um sacerdote. Um cortejo fúnebre. Um oficial de justiça. Um moldador de botões. Um homem magro.

## Enredo

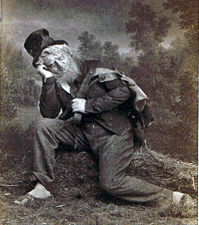
Henrik Klausen na primeira apresentação de “Peer Gynt”, no Christiania Theater, em 1876

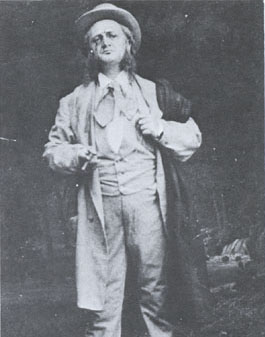
O ator Henrik Klausen interpretando Peer Gynt na primeira apresentação da peça, no Christiania Theater, em 1876.

### Ato I
Peer Gynt é filho do outrora altamente considerado Jon Gynt. Jon Gynt, porém, gastou todo seu dinheiro em festas e viveu luxuosamente até não sobrar mais nada, vendo-se obrigado a deixar sua fazenda e partir como um vendedor vagante, deixando sua esposa e filho para trás, cheios de dívidas. Aase, a mãe, queria criar o filho para restaurar a fortuna perdida de seu pai, mas desde cedo Peer é considerado inútil pelos colegas. Ele é um poeta e fanfarrão, ao contrário do jovem norueguês dos contos de fadas, o Askeladden, com quem compartilha algumas características.
Quando a peça se inicia, Peer dá-se conta de uma caça de renas que não deu certo, uma famosa cena teatral, conhecida como Bukkerittet. Sua mãe o despreza por sua imaginação fértil, e zomba dele porque estragou suas chances com Ingrid, a filha de um rico fazendeiro. Peer segue para o casamento de Ingrid, previsto para o dia seguinte, porque sente que ainda pode ter uma chance com a noiva. Sua mãe o segue rapidamente para impedi-lo de se envergonhar completamente.
No casamento, Peer é insultado e causa riso nos outros convidados, especialmente o ferreiro local, Aslak, que guarda rancor depois de uma briga anterior. Mas, durante o casamento, Peer encontra uma família Haugean, recém-chegada de outro vale. Ele imediatamente percebe a filha, Solveig, e pede a ela para dançar. Ela se recusa por causa de seu pai e porque a reputação de Peer o precedeu. Ela sai, e Peer começa a beber. Quando ele ouve que a noiva está trancada em seu quarto, aproveita a oportunidade, foge com ela, e ambos passam a noite nas montanhas...

### Ato II

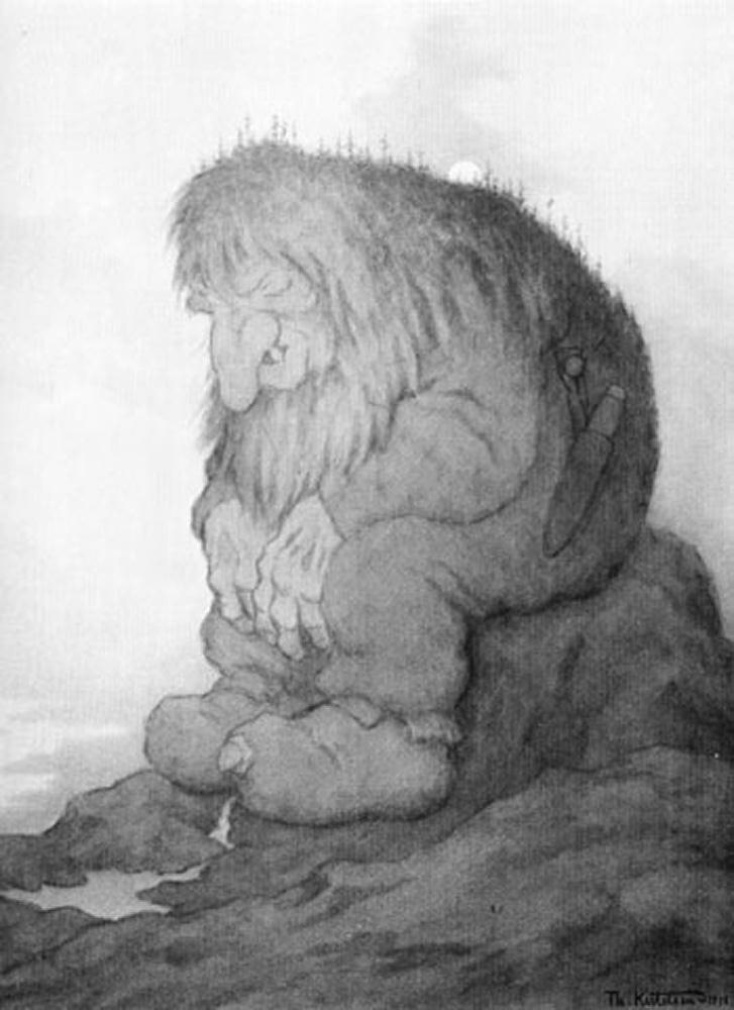
Aquarela de Theodor Kittelsen retratando um Troll, personagem do folclore norueguês.

Peer rejeita Ingrid depois de ter passado a noite com ela, e ela jura vingança. Sua ação tem uma conseqüência: Peer é banido. Como ele vagueia pelas montanhas, sua mãe, Solveig, e o pai de Solveig procuram por ele. Durante sua fuga, ele conhece três amorosas montanhesas que estão esperando para serem cortejadas por trolls (uma figura do folclore de Gudbrandsdalen). Ele se embebeda com elas e passa o dia seguinte sozinho, sofrendo de ressaca. Ele bate a cabeça em uma pedra e desmaia, e o resto do segundo ato ocorre através dos sonhos de Peer. Ele se depara com uma mulher vestida de verde, que é a filha do rei da montanha, Senhor dos Trolls. Juntos, eles entram no salão de montanha, e o Rei dos Trolls dá a Peer a oportunidade de se tornar um troll se ele se casar com sua filha.
Peer concorda, com uma série de condições, mas declina no final. Ele é então confrontado com o fato de que a mulher vestida de verde está grávida. Peer nega tê-la tocado, mas o sábio rei dos trolls responde que gerou a criança em sua cabeça. Crucial para o enredo e compreensão da peça é a pergunta feita pelo rei dos trolls: Qual é a diferença entre um troll e um homem?
A resposta dada pelo Senhor dos Trolls é: "Lá, onde brilha céu, os seres humanos dizem: “Para ti mesmo é a verdade”. Aqui, os trolls dizem: “Seja fiel a si mesmo”. O egoísmo é uma característica típica dos trolls nesta peça. A partir de então, Peer usa isso como seu lema, sempre proclamando que ele é ele mesmo, o que quer que seja. Um dos personagens mais interessantes é o “Meg Selv” (“Eu”) ou “Den Store Bøygen” (“Bøyg, o Grande”), uma criatura que não tem descrição real. Sobre a questão "Quem é você?", Bøyg responde: "eu mesmo". Com o tempo, Peer também usa o lema de Bøyg: "Dá a volta", ou "rodeie". Pelo resto de sua vida, ele fica cheio de rodeios ao invés de enfrentar a si mesmo ou a verdade. Ao acordar, ele é confrontado por Helga, a irmã de Solveig, que lhe dá comida e respeito de sua irmã. Peer dá à menina um botão de prata para Solveig manter, e pede que ela não o esqueça.

### Ato III
Como um fora da lei, Peer luta para construir sua própria casa de campo nas colinas. Solveig aparece e insiste em viver com ele. Ela diz que fez a sua escolha, e não haverá retorno. Peer fica encantado e congratula-se com ela, mas quando ela entra, uma mulher idosa em um vestido verde aparece com um garoto mancando ao seu lado. Esta é a mulher vestida de verde da sala da montanha. Ela o amaldiçoa, forçando-o a lembrar dela, e de todos os seus pecados anteriores, quando encontra Solveig. Peer ouve uma voz fantasmagórica dizendo: "Vá Peer, vá para fora", e decide partir. Ele diz a Solveig que tem algo muito penoso a fazer, depois volta no tempo, para a morte de sua mãe, e depois sai.

### Ato IV
Peer fica longe por muitos anos, ocupando-se de várias coisas, inclusive sendo um empresário envolvido em empresas, na costa do Marrocos. Ele explica sua visão da vida, que agora ele é um homem de negócios, com dinheiro sujo em suas mãos. Ele foi missionário, comerciante de escravos e muitas outras coisas. Seus amigos o roubam e o deixam sozinho na praia, e ele encontra alguns pertences de beduíno e, nestas roupas, ele é reverenciado como um profeta por uma tribo local. Tenta seduzir Anitra, a filha do sheik, mas ela foge e o abandona. Então ele decide se tornar um historiador, viaja para o Egito e vagueia através do deserto, passa pelo Colossos de Mêmnon e pela Esfinge.
Quando questiona a Esfinge, acreditando que ela seja Bøyg, encontra o guarda do hospício local, insano, que considera Peer o portador da sabedoria suprema. Peer vai ao hospício, e entende que todos os pacientes vivem em seus próprios mundos, sendo eles mesmos, a tal ponto que ninguém se importa com ninguém. Em sua juventude, Peer tinha sonhado em se tornar um imperador. Neste lugar, ele finalmente é aclamado como um - "O Imperador de si mesmo". Peer se desespera e chama pelo "Guarda de todos os tolos", isto é, Deus.

### Ato V

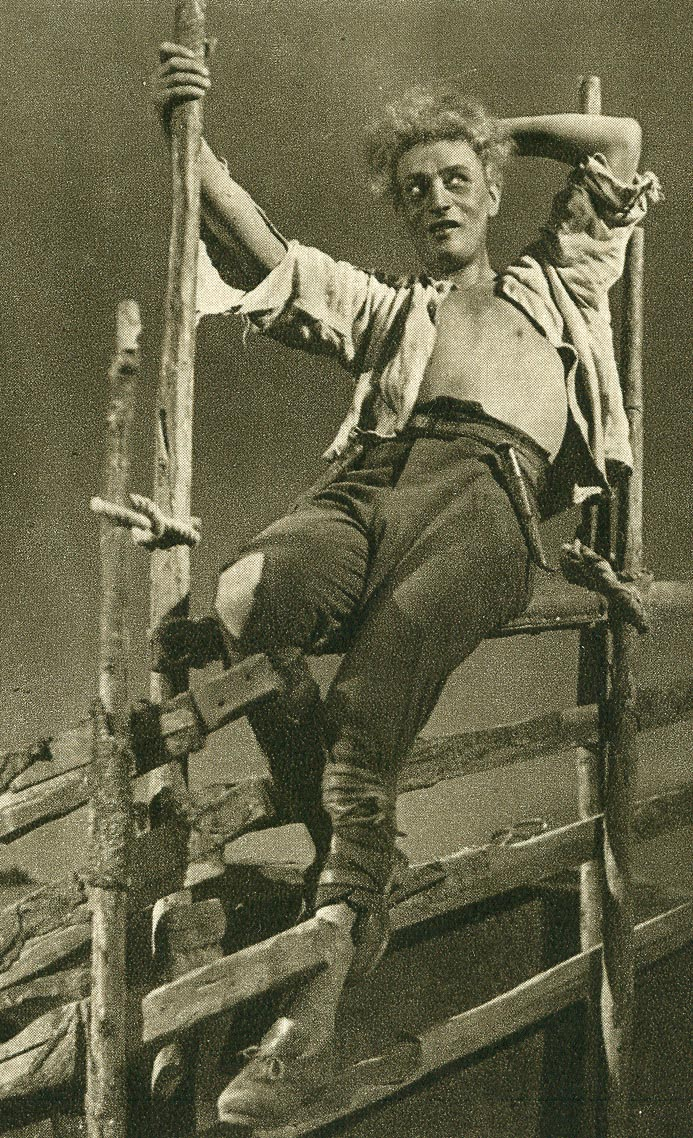
O sueco Gösta Ekman intepreta Peer Gynt em 1934.

Finalmente, no caminho de casa como um homem velho, ele é náufrago. Entre as pessoas a bordo, ele encontra o “Estranho Passageiro”, que quer fazer uso do cadáver de Peer para descobrir onde os sonhos têm o seu lugar. Este passageiro assusta Peer, que fica fora de seu juízo. Ele volta à terra como um homem triste e rabugento. De volta para casa, na Noruega, Peer atende um funeral de camponeses e um leilão, onde ele oferece para vender tudo de sua vida anterior. O leilão acontece na mesma fazenda onde o casamento fora realizado, inicialmente. Peer tropeça, e é confrontado com tudo o que ele não fez, as músicas não cantadas, as obras desfeita, as lágrimas não derramadas e as perguntas que nunca foram feitas. Sua mãe volta e afirma que sua morte não deu certo, que ele não vai levá-la para o céu com suas divagações.
Peer escapa e é confrontado com o moldador de botões, que afirma que a alma de Peer deve ser derretida com outros produtos defeituosos, a menos que ele possa explicar quando e onde, em vida, ele foi "ele mesmo". Peer protesta, pois foi só isso, e nada mais. Então ele encontra o Rei dos Trolls, que afirma que ele foi um troll, e não um homem, na maioria de sua vida. O modelador vem e diz que ele tem que vir com “algo que ele é”, para não ser derretido. Peer procura por um sacerdote para confessar seus pecados, e o Diabo aparece. Ele acredita que Peer não pode ser contabilizado um pecador real para ser mandado ao  inferno, que ele não fez nada de grave. Peer se desespera, entendendo que sua vida está perdida; entende que ele não é nada. Mas, no mesmo momento, Solveig começa a cantar - a casa que ele mesmo construiu é fechada à mão, mas ele não ousa entrar. O Bøyg diz a ele "rodeie". O modelador aparece e exige uma lista de pecados, mas Peer não tem nenhum para dar, a menos que Solveig possa garanti-lo. Em seguida, ele lhe pergunta sobre seus pecados.
Mas ela responde: "Você não tem pecado em tudo, meu querido menino". Peer não entende - ele acredita-se perdido. Então, ele lhe pede: "Onde Peer Gynt tem andado desde o nosso último encontro? Onde estava eu, como aquele que eu deveria ter sido, todo e verdadeiro, com a marca de Deus na minha testa?". Ela responde: "Na minha fé, na minha esperança, no meu amor". Peer grita, chama sua mãe, e esconde-se em seu colo. Solveig canta uma canção de ninar para ele, e podemos presumir que ele morra nesta última cena da peça, embora não existam indicações de cena ou diálogo para indicar que ele realmente o faz.
Atrás da esquina, o moldador de botões, que é enviado por Deus, ainda espera, com as palavras: "Peer, nós nos encontraremos na última encruzilhada, e então veremos se... eu não direi mais nada".

## Histórico
Henrik Ibsen foi um dos principais expoentes do teatro realista moderno. Suas peças causaram espanto e escandalizaram a sociedade de então pois os valores morais da família e da propriedade eram ainda amplamente aceitos, e qualquer contestação poderia ser tida como ofensiva e imoral.
A peça Peer Gynt foi escrita parcialmente em Roma, parcialmente em Ischia e parcialmente em Sorrento. Ibsen enviou a peça para Hegel em três partes, o quinto e último ato foi enviado de Sorrento em 18 de outubro de 1867.

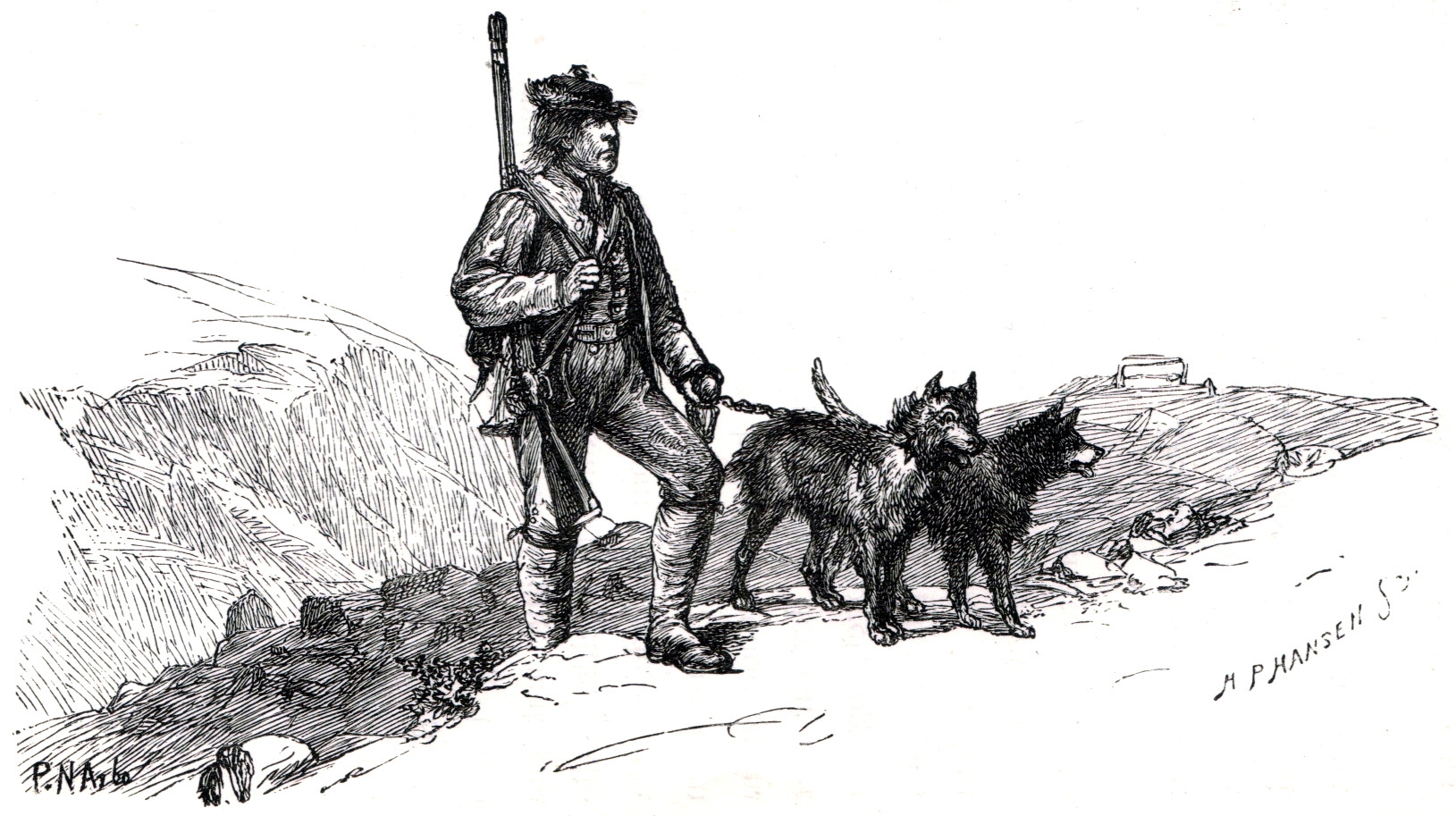
Ilustração de Peter Nicolai Arbos retratando Per Gynt, de Peter Christen Asbjørnsen, personagem publicada em 1845, e que inspirou Henrik Ibsen a escrever Peer Gynt, em 1867.

Ao contrário das outras obras de Ibsen, Peer Gynt foi escrita em versos, pois sua intenção original era escrever um drama, que não seria para performances em palco. Também é diferente das outras obras por ser uma fantasia ao invés de uma tragédia realística, e foi livremente baseada no conto de fadas Per Gynt.
Para escrever a peça, Ibsen teria se inspirado nas tradicionais casas de fazenda, situadas em Vinstra, no leste da Noruega. Mais especificamente, ele teria se inspirado em uma casa, hoje aberta ao público, de propriedade de Peder Günt.
Peer Gynt não foi escrito para o palco, e assim o pensava Ibsen, segundo segredou para Vilhelm Bergsøe, o escritor dinamarquês que o acompanhava nas caminhadas em Ischia.
Alguns anos mais tarde, no entanto, Ibsen mudou de ideias, e em 23 de janeiro de 1874 escreveu para Edvard Grieg, com a intenção de adaptar Peer Gynt para o palco, e perguntando se Grieg estava disposto a "compor a música necessária". Em 06 de fevereiro do mesmo ano, ele escreveu a Ludvig Josephson - o diretor sueco do Christiania Theater, informando-o sobre a peça e seu interesse em organizá-la como um "drama musical".
A primeira apresentação ocorreu em 24 de fevereiro de 1876, no Christiania Theater, com a música original composta por Edvard Grieg, que inclui algumas das atualmente mais reconhecidas peças clássicas, I Dovregubbens hall ("Na Gruta do Rei da Montanha") e Morgenstemning ("Amanhecer"). A produção foi um enorme sucesso, na época. Dez anos depois, a peça foi encenada pela segunda vez no Dagmarteatret, em Copenhague, com a mesma equipe: Henrik Klausen no papel-título e a música de Grieg.

## Publicação
A primeira edição de Peer Gynt saiu em 14 de novembro de 1867, pela Gyldendalske Boghandel (F. Hegel), em Copenhague. A primeira edição era composta por 1250 cópias e seguiu-se uma re-impressão de 2000 cópias em apenas 14 dias. As vendas foram grandes devido ao sucesso da peça anterior, Brand.
Foi traduzido para a língua alemã e publicado em 1881, em inglês em 1892, e em francês em 1896.

## Considerações críticas
Bjørnstjerne Bjørnson admirou a peça, descrevendo-a como "magnífica", porém Hans Christian Andersen, Georg Brandes e Clemens Petersen, todos se juntaram uma hostilidade generalizada. Enfurecido pelas críticas, em particular as de Petersen, Ibsen defendeu seu trabalho, argumentando que é poesia; e se não for, se tornará. A concepção da poesia em nosso país, a Noruega, deve moldar-se de acordo com este livro". Apesar dessa defesa de sua realização poética, Peer Gynt foi a última peça em que empregou o verso, a partir de A União dos Jovens (1869), Ibsen passou a escrever apenas em prosa.
Ibsen escreveu Peer Gynt em desrespeito deliberado às limitações que a dramaturgia convencional do teatro do Século XIX impôs ao drama. Suas 40 cenas desinibidamente se movem no tempo e no espaço, e entre o consciente e o inconsciente, misturando a fantasia do folclore escandinavo e o não-sentimentalismo do realismo.
Raymond Williams compara Peer Gynt ao drama Lucky Peter's Journey (1882), de August Strindberg, e argumenta que ambos exploram um novo tipo de “ação dramática” que estava além das capacidades do teatro da época, ambos criados com "uma seqüência de imagens na linguagem e composição visual" que "tornou-se tecnicamente possível apenas em filme".
De acordo com Klaus Van Den Berg, o "script mistura poesia com sátira social e cenas realistas com cenas surreais".

## Produções
A primeira produção estadunidense de Peer Gynt, em 1907, estrelava Richard Mansfield, em uma de suas mais notáveis interpretações. Em 1923, Joseph Schildkraut interpretou o personagem na Broadway, em uma produção do Theatre Guild, ao lado de Selena Royle, Helen Westley, Dudley Digges e, antes de trabalhar no cinema, Edward G. Robinson. Em 1944, no Old Vic, Ralph Richardson interpretou o personagem, ao lado de grandes estrelas do Reino Unido, tais como Sybil Thorndike como Åse, e Laurence Olivier como o Moldador de Botões. Em 1951, John Garfield realizou seu desejo de estrelar uma produção da Broadway, com Mildred Dunnock como Åse. Infelizmente, tal produção não foi um sucesso, e é dito por alguns que pode ter contribuído para a morte de Garfield, aos 39 anos.
No cinema, alguns anos antes de se tornar uma estrela, aos 17 anos Charlton Heston intepretou Peer em uma produção de 1941, feita por estudantes, com baixo orçamento. Até então Peer Gynt, no entanto, nunca teve um tratamento perfeito no cinema inglês, embora tenha havido várias produções televisivas e um filme sonoro em alemão em 1934.

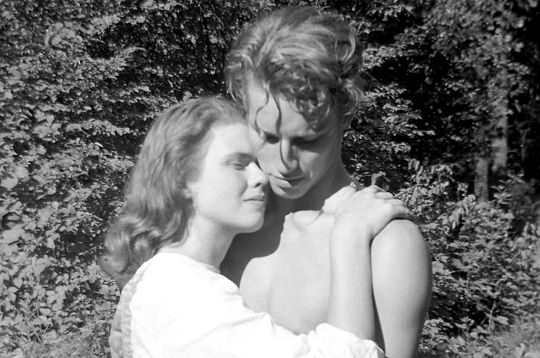
Charlton Heston como Peer Gynt em 1941.

Em 1957, Ingmar Bergman produziu uma versão teatral de cinco horas de Peer Gynt, pelo Malmö City Theatre, com Max von Sydow como Peer. Bergman produziu a peça novamente, 34 anos depois, em 1991, no Royal Dramatic Theatre, com Börje Ahlstedt no papel título. Bergman optou por não usar a música de Grieg, nem a mais moderna composição de Harald Sæverud, mas a música popular mais tradicional norueguesa.
Em 1993, Christopher Plummer estrelou sua própria versão da peça, num concerto com a Hartford Symphony Orchestra em Hartford, Connecticut, sob a direção musical de Michael Lankester. Plummer há muito tempo sonhava estrelar uma produção totalmente encenada da peça, mas não conseguiu. A produção de 1993 não foi uma versão totalmente encenada, mas sim um concerto condensado, com a narração de Plummer, que também interpretou o papel título, acompanhado pela trilha sonora completa para a peça feita por Edvard Grieg. Essa versão incluia um coro vocal e peças para soprano e mezzo-soprano. Plummer executou a versão de concerto novamente em 1995, com a Orquestra Sinfônica de Toronto e com Lankester como condutor. A produção de 1995 foi transmitida pela rádio canadense. Nunca foi apresentada em televisão, e também nunca foi lançada em CD. Na década de 1990, Plummer e Lankester também colaboraram e realizaram de forma semelhante versões em concerto de Sonho de uma Noite de Verão, de William Shakespeare (com música de Mendelssohn) e Ivan, o Terrível (um arranjo de Serguei Prokofiev).
Em 2001, na BBC Proms, a Orquestra Sinfónica de Gotemburgo e a BBC Singers, numa realização de Manfred Honeck, interpretou a trilha sonora completa em norueguês, com a narração em inglês lida por Simon Callow.
Em 2006, Robert Wilson encenou uma co-produção com o National Theater de Bergen e o Norwegian Theatre de Oslo, ambos na Noruega. Ann-Christin Rommen dirigiu os atores em norueguês (com legendas em inglês). Esta produção mistura no palco projetos do minimalismo de Wilson com efeitos tecnológicos para exteriorizar o potencial expansivo da peça. Além disso, eles utilizaram microfones state-of-the-art, sistemas de som, e gravaram a música acústica e a eletrônica para trazer clareza para o complexo, além do deslocamento de ação e diálogo. De 11 a 16 de abril, eles a realizaram na Brooklyn Academy of Music, no Howard Gilman Opera House.
Em 2006, como parte do festival norueguês pelo aniversário de Ibsen, Peer Gynt foi situado no sopé da Esfinge de Gizé, perto do Cairo, Egito (um local importante na peça original); o diretor foi Bentein Baardson. O desempenho foi tema de alguma controvérsia, com alguns críticos vendo-a como uma demonstração de atitudes colonialistas.
Em janeiro de 2008, o Guthrie Theater, em Minneapolis, Minnesota, estreou uma nova tradução de Peer Gynt pelo poeta Robert Bly, que aprendeu norueguês com seus avós enquanto crescia na Minnesota rural, e mais tarde durante vários anos de viagens pela Noruega. Esta produção reduziu significativamente a duração da peça (uma produção anterior da peça, completa, no Guthrie, requereu a audiência para voltar uma segunda noite para ver a segunda metade).
Em 2009, Dundee Rep, com o Teatro Nacional da Escócia, realizou uma produção, com grande parte do diálogo em escocês moderno, e recebeu críticas mistas. O elenco incluía Gerry Mulgrew como o velho Peer, e a direção era de Dominic Hill.
Em novembro de 2010, a Southampton Philharmonic Choir e a New London Sinfonia realizaram a trilha musical completa usando uma nova tradução inglesa feita por Beryl Foster. No desempenho, os elementos musicais eram ligados por uma narrativa em inglês pelo ator Samuel West.
Em 2011, o Dublin Theatre Festival apresentou uma nova versão de Peer Gynt por Arthur Riordan, dirigida por Lynne Parker e com música de Tarab.

## Adaptações para o cinema e TV
- 1915 – Peer Gynt/ Direção de Oscar Apfel (EUA, cinema mudo)
- 1919 – Peer Gynt/ Direção de Richard Oswald (Alemanha, cinema mudo)
- 1934 – Peer Gynt/ Direção de Fritz Wendhausen, Peer interpretado por Hans Albers
- 1941 – Peer Gynt/ Direção de David Bradley, Peer interpretado por Charlton Heston (EUA)
- 1971 – Peer Gynt/ Direção de Peter Stone, Peer interpretado por Bruno Ganz (Alemanha, duas partes, TV)
- 1972 – Peer Gynt/ Direção de Colin Blakely (Reino Unido, TV)
- 1976 – Peer Gynt/ Direção de John Selwyn Gilbert (Reino Unido, TV)
- 1981 – Peer Gynt/ Direção de Bernard Sobel (França, TV, cores)
- 1986 – Peer Gynt/ Direção de Edith Roger (Noruega, TV, cores)
- 1988 – Peer Gynt/ Direção de Istvan Gaal (Hungria, TV, cores)
- 1993 – Peer Gynt/ Direção de Bentein Baardson (Noruega, série, cores)
- 2006 – Peer Gynt/ Direção de Uwe Janson, Peer interpretado por Robert Stadlober (Alemanha, TV, cores)
- 2009 – Peer Gynt/ Direção de Andy Sommer (Franco-suiço-germânico, vídeo)

## Versões e outras adaptações
- Nos anos 1930, o compositor alemão Werner Egk escreveu uma ópera baseada na história de Peer Gynt.
- Em 1948, o compositor Harald Sæverud produziu uma nova partitura musical para uma produção no Norwegian Theatre (Det Norske Teatret), em Oslo. Sæverud incorporou a música nacional de cada um dos amigos no quarto ato, conforme pedido de Ibsen.
- Em 1951, o dramaturgo Paul Green publicou uma versão americana da peça norueguesa, e esta é a versão que o ator John Garfield estrelou na Broadway.
- Em 1969, o empresário da Broadway Jacques Levy (que anteriormente dirigira a primeira versão de Oh! Calcutta!) contratou Roger McGuinn, do The Byrds, para escrever a música de Peer Gynt em uma versão no estilo pop, sob o título Gene Tryp. A peça nunca se completou, embora McGuinn esteve em 2006 preparando uma versão para a liberação. Várias músicas do show apareceram nos álbuns do The Byrds  de 1970 e 1971.
- Em 1985–1987, John Neumeier escreveu um ballet livremente baseado em Peer Gynt, em que Alfred Schnittke compôs a trilha.
- Em 1998, a Trinity Repertory Company de Providence, Rhode Island, contratou David Henry Hwang e o diretor suíço Stephan Muller para fazer a adaptação de Peer Gynt.
- Em 1998, o dramaturgo Romulus Linney dirigiu e adaptou uma peça, intitulada Gint, no Theatre for the New City, em Nova Iorque.  Esta adaptação ambienta a ação da peça para o século XX, para Appalachia e California.
- Em 2007, St. John's Preparatory School, de Danvers, Massachusetts, venceu o Massachusetts Educational Theater Guild Festival com a produção da peça, estrelada por Bo Burnham.
- Em 2008, Theater in the Open, em Newburyport, Massachusetts, produziu a peça adaptada e dirigida por Paul Wann. Scott Smith, cujo bisavô (Ole Bull) foi uma das inspirações para o personagem, foi escalado como Gynt.
- Em 2009, um DVD foi realizado pelo ballet Hans Spoerli com a adaptação da peça, sob a coreografia de Spoerli. Tal versão usou muito a música de Grieg, mas adicionou outros compositores; foram acrescentados trechos em norueguês;[26][27]
- Em Israel, o poeta Dafna Eilat (he:דפנה אילת) compôs um poema em hebraico chamado "Solveig", com tema derivado da peça e enfatizando o caráter infinito do amor fiel. Foi realizado por Hava Alberstein.[28]

## Traduções em língua portuguesa
Fonte:
- Leo Gilson Ribeiro, 1971. “Peer Gynt: poema dramático em cinco atos”, texto datilografado atualmente no acervo da Divisão de Pesquisas/ Aquivo Mutimeios do CCSP.[30] Essa tradução foi utilizada em dois espetáculos: “As Aventuras de Peer Gynt”, sob direção de Antunes Filho, em São Paulo, 1971; “Peer Gynt o imperador de si mesmo”, sob direção de Irene Brietzke, em Porto Alegre, 1987; “Peer Gynt”, sob direção e adaptação de Roberto Lage,em São Paulo 1990.
- Marcos Fayad. “Peer Gynt”, em 1981, datilografado, acervo da SBAT-RJ.[31] Essa tradução foi utilizada na peça “Peer Gynt”, dirigida por Marcos Fayad, no Rio de Janeiro, em 1982.
- Ana Maria Machado. “Peer Gynt: o imperador de si mesmo”. Adaptação feita para o livro homônimo, lançado pela Editora Scipione, São Paulo, 1985 (Série Reencontro).
- Clara Góes: “Peer Gynt”, tradução e adaptação realizada para a peça “Peer Gynt”, sob direção de Moacyr Góes, no Rio de Janeiro, em 1994.
- Miguel Graça: “Peer Gynt”, tradução e adaptação realizada para a peça “Peer Gynt”, sob direção de Carlos Avilez, no cinquentenário Teatro Experimental de Cascais, em 2015.

## Peças no Brasil

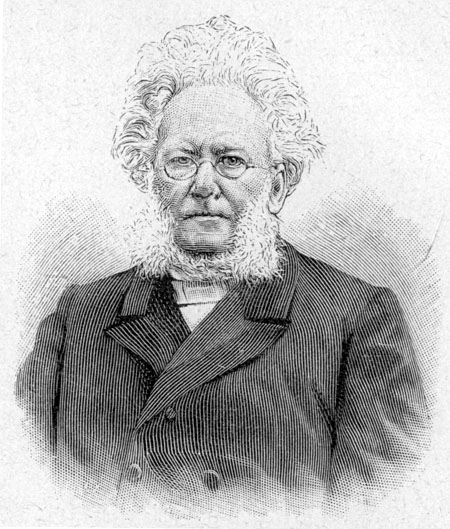
Henrik Ibsen, autor da peça Peer Gynt.

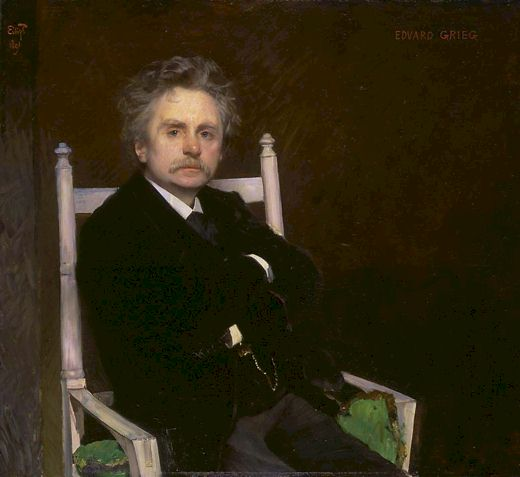
Edvard Grieg, autor da composição musical para Peer Gynt.

### 1971
- Nome: As Aventuras de Peer Gynt – Comoedia Underground
- Local: São Paulo
- Teatro: Estreia no Teatro Itália (São Paulo), em abril de 1971. Levada para o Teatro Municipal de Santo André (SP) em outubro de 1971.
- Produção: Antunes Filho Produções Artísticas
- Direção: Antunes Filho, que ganhou o Prêmio Molière com tal direção.
- Elenco: Stênio Garcia (ganhou o Prêmio Molière com tal interpretação), Ariclê Perez, Jonas Bloch, Ciro Corrêa de Castro, Ewerton de Castro, Roberto Frota, Ricardo Blat

### 1982
- Nome: Peer Gynt
- Local: Rio de Janeiro
- Teatro: Estreia no Teatro Ginástico (Rio de Janeiro), em março de 1982. Levada para o Teatro Guaíra, em Curitiba, em junho de 1982
- Produção: Grupo Engenho de Teatro
- Direção: Marcos Fayad
- Elenco: Arnaldo Marques, Theotônio de Paiva, Rogério Lima, Thaís de Andrade

### 1987
- Nome: Peer Gynt o imperador de si mesmo
- Local: Porto Alegre
- Teatro: Estreia no Teatro Renascença (Porto Alegre), em março de 1987. Levada para o Teatro da Casa da Cultura, em Caxias do Sul em maio de 1987.
- Produção: Teatro Vivo
- Direção: Irene Brietzke
- Elenco: Denize Barella (recebeu por tal papel o Troféu Scalp como personalidade teatral do ano), Ângela Gonzaga, Myrna Spritzer

### 1990

#### Nome: Peer Gynt
- Local: São Paulo
- Teatro: Estreia no Teatro Sérgio Cardoso (São Paulo), em agosto de 1990
- Produção: Secretaria de Estado da Cultura
- Direção e adaptação: Roberto Lage
- Elenco: Dan Filip Stulbach, Muriel Matalon, Edgar Castro, Sérgio Cavalcante,Evandro Marçal, Rudifran Pompeo,Sidney Cirillo, Marcelo Cunha, Paula Ernandes.
- Sonoplastia: Otávio Machado

### 1994
- Nome: Peer Gynt
- Local: Rio de Janeiro
- Teatro: Estreia no Teatro Glória (Rio de Janeiro), em abril de 1994
- Produção: Prefeitura da cidade do Rio de Janeiro, Secretaria Municipal de Cultura
- Direção: Moacyr Góes
- Elenco: José Mayer, Ivone Hoffman, Patrícia França, Letícia Spiller, Marília Pêra, Paula Lavigne, Ítalo Rossi, Floriano Peixoto

### 2003
- Nome: Estudo para a montagem de Peer Gynt
- Local: Rio de Janeiro
- Teatro: Estreia no Teatro SESC Tijuca (Rio de Janeiro), em outubro de 2003
- Produção: Teatro do Pequeno Gesto
- Direção: Antonio Guedes
- Elenco: Ana Alkimin, Cristine Agape, Delfim Marques Martins

## A música
Ao invés de criar uma ópera, Edvard Grieg, optou por criar uma música de cena para acompanhar a peça de teatro baseada no livro de Ibsen. Tal tarefa demorou anos para ser concluída. A princípio, tratava-se de 23 peças que seriam a “trilha sonora”.  Tempos depois, Grieg escolheu trechos favoritos e os reorganizou sob a forma de duas suítes.

### Suíte Nº 1
Está organizada da seguinte maneira:
- Amanhecer: Anteriormente presente no quarto ato de Peer Gynt, trata-se de uma melodia de uma flauta, com o posterior acompanhamento da orquestra. Este trecho representa o nascer do sol, sendo uma das partes mais conhecidas da obra.

- A morte de Aase: Este trecho representa o último diálogo entre a Peer Gynt e sua mãe, que falecerá sem que o protagonista perceba.

- A dança de Anitra: É uma melodia de origem oriental, representando as origens da personagem Anitra.

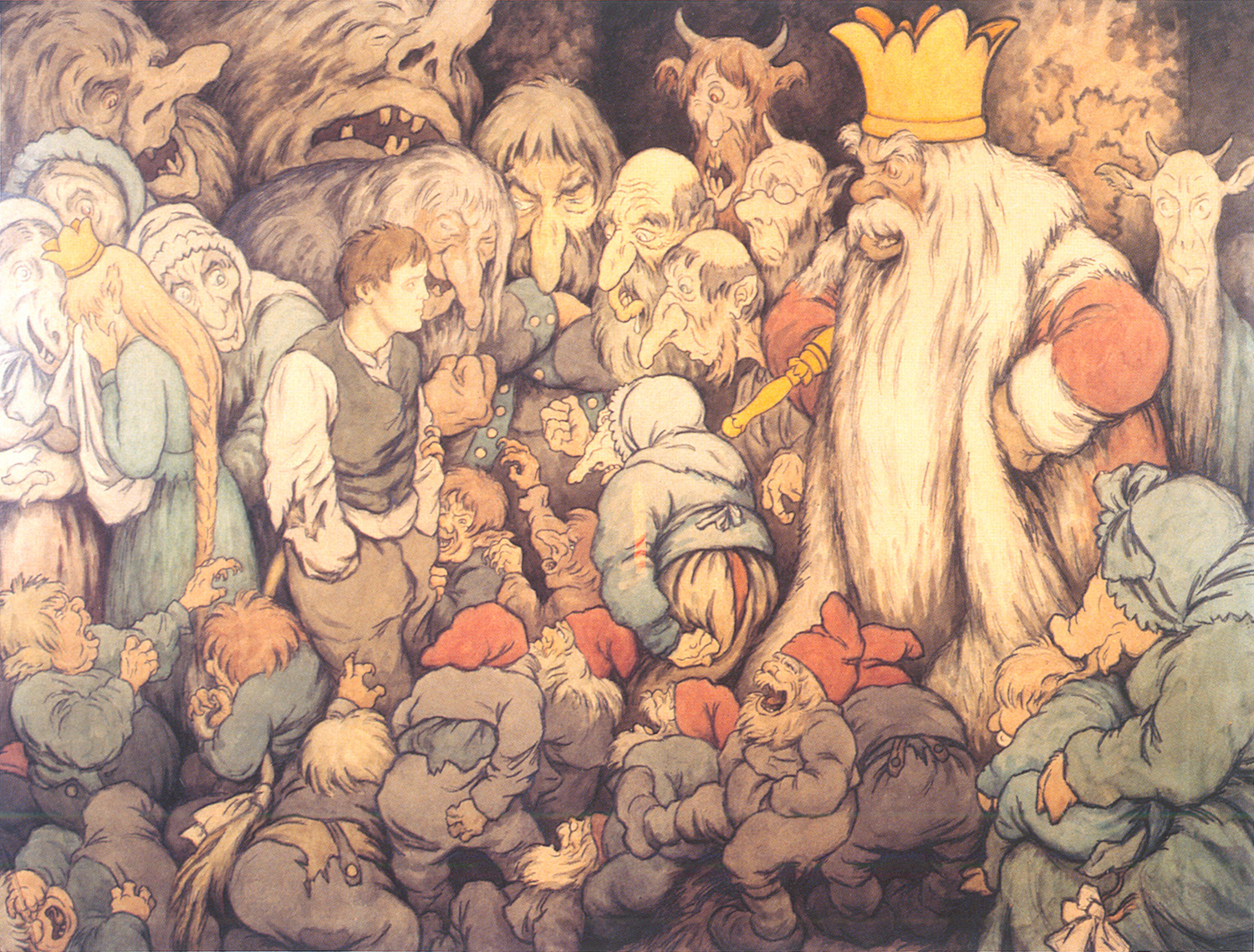
Aquarela do ilustrador Theodor Kittelsen, de 1913, retratando "Peer Gynt no Salão do Rei da Montanha".

- No Hall do Rei da Montanha: Possivelmente o trecho mais conhecido da obra, onde contrabaixos e fagotes aceleram continuamente o ritmo até o ápice com toda a orquestra.

### Suíte Nº 2
- Rapto e lamento de Ingrid: Neste trecho, o protagonista demonstra sua faceta pior, raptando uma moça no dia do casamento.

- Dança árabe: Trecho representando as viagens de Peer Gynt.

- O regresso de Peer Gynt: Como o próprio título sugere, este trecho narra o protagonista voltando para sua casa. Grieg procurou demonstrar aqui certos sentimentos do personagens tais como: a alegria por estar de volta, a saudade pela vida sem rumo, a reflexão sobre os acontecimentos (aventuras) passados, etc.

- Canção de Solveig: Logo no princípio do livro, o protagonista vai se divertir em um baile. Chegando lá, porém, nenhuma moça aceita dançar com ele. Solveig, uma bela jovem, se oferece para dançar, conquistando o amor de Peer Gynt. Quando ele parte em sua jornada, Solveig o espera